# San Javier (Murcia)
San Javier je španělské město na jihovýchodním pobřeží Středozemního moře, v comarce Mar Menor, zčásti na pobřeží Costa cálida, v provincii a autonomním společenství Murcijského regionu.32 km jihozápadně od hlavního města Murcia. Nedaleko města se nachází přírodní park Salinas y Arenales de San Pedro del Pinatar. 
K 1. lednu 2022 zde žilo 34 468 obyvatel.

## Administrativní členění
Město má kromě svěho území 6 místních částí:El Mirador, La Grajuela, Roda, Los Sáez de Tarquinales, Pozo Aledo, Los Pinos, Lo Llerena, La Calavera, Santiago de la Ribera a La Manga del Mar Menor.
Sousedními obcemi jsou: Mar Menor a Pilar de la Horadada. V okruhu do 50 km leží tři města s více než sto tisíci obyvateli: Torrevieja, Cartagena a Murcia.

## Historie
Počátky souvislého osídlení sahají do pravěku. V období antiky patřilo sídlo do římské provincie Hispánie. Roku 425 je zničili Vandalové, po nich je ovládli Vizigóti a v letech 711-1269 celý Iberský poloostrov ovládali Arabové. Po vítězství od 15. století připadlo město království Aragonie.

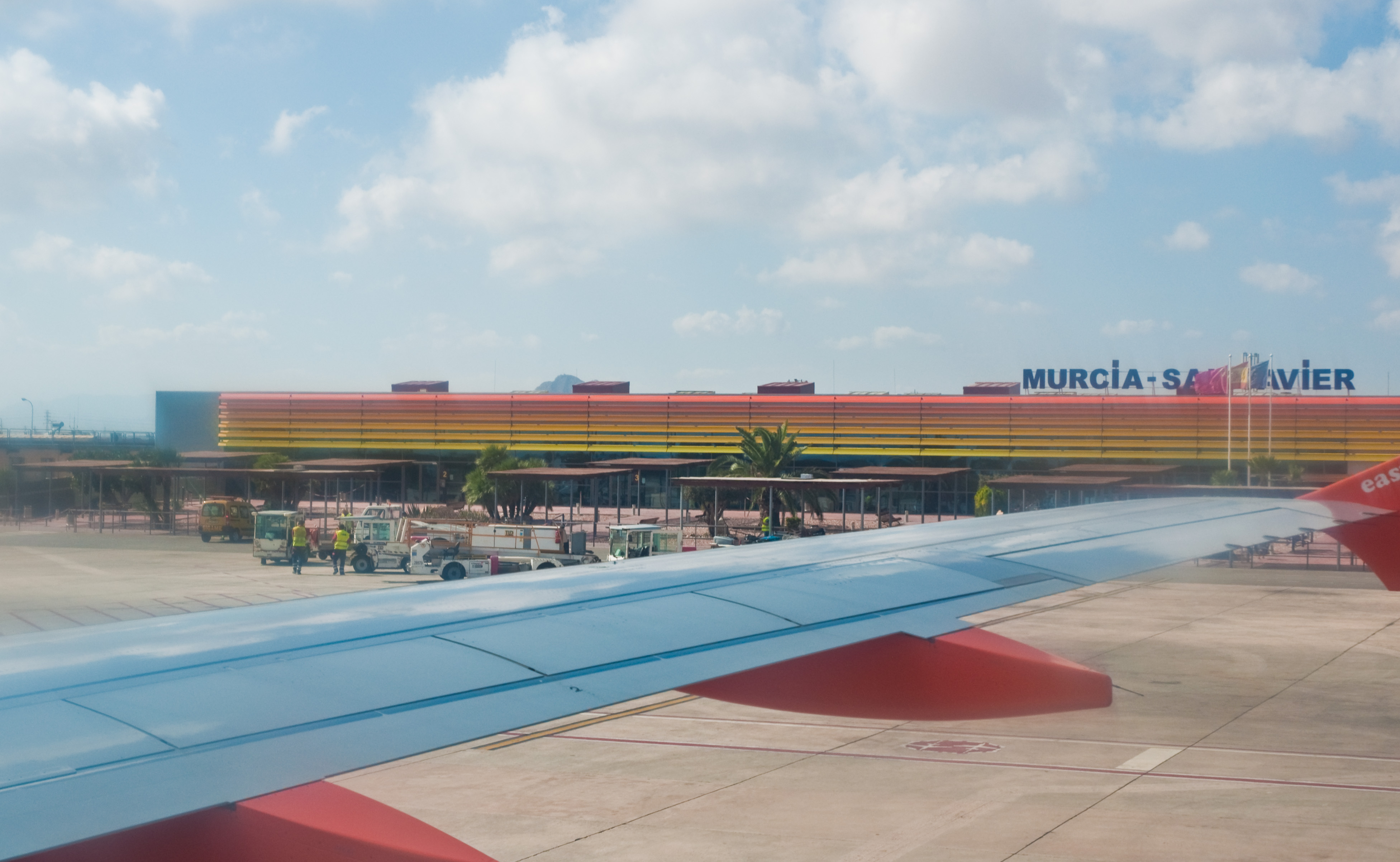
Letiště (2011)

Kromě tradičního zemědělství se zde rozvíjel rybolov a těžba soli ze solných dolů. 

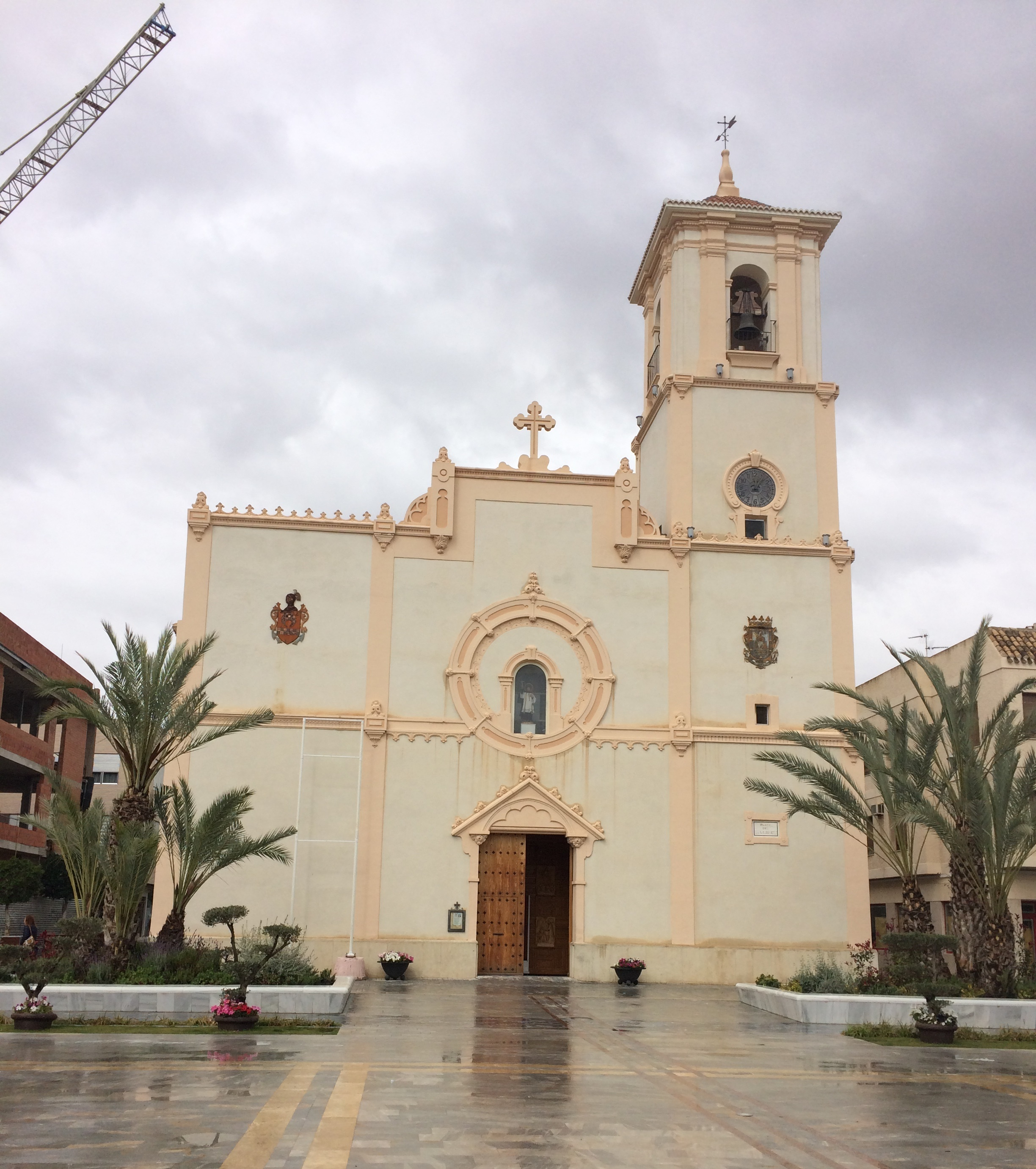
Kostel sv. Františka Xaverského

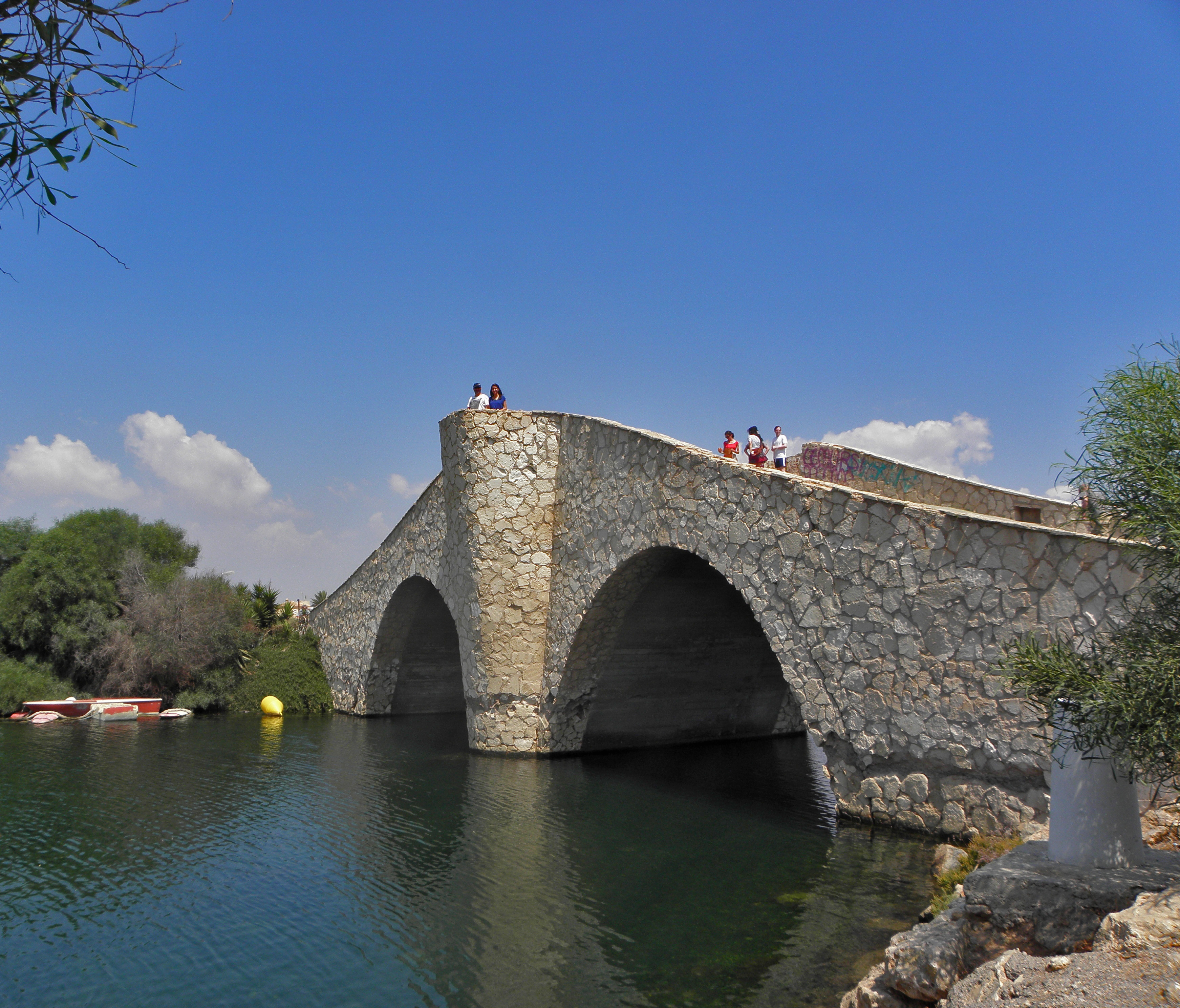
Most v La Manga del Mar Menor

## Doprava
- Letiště bylo postaveno před občanskou válkou jako vojenské, vznikla při něm vojenská základna s leteckou školou. Po druhé světové válce začalo sloužit civilnímu provozu. Od roku 2018 nese název Murcia-San Javier Airport a svým leteckým provozem je největší v celém regionu.
- Městem prochází silnice N-332. Kromě toho je přístupné po silnicích AP-7, RM-F24, RM-F25 a RM-F33. V centru města je několik parkovišť a parkovací garáže.
- Autobusová doprava: šest regionálních linkových autobusů společnosti Movibus město spojuje s okolními městy Cartagena, San Pedro del Pintar, Los Alcázares, Santiago dela Ribera a s turistickými středisky. Linky MUR-004 Metropolitan Cartagena-Mar Menor provozuje společnost ALSA (TUCARSA).
- Lodní doprava slouží výhradně turistice a rybolovu.

## Památky a turistické atrakce
- Iglésia San Javier - trojlodní bazilika sv. Františka Xaverského má půdorys římského kříže, s kupolí v křížení, interiér má zařížení z 19. století, nejstarší je obraz regionálních světců z roku 1792 se vsazenou starší poutní ikonou Panny Marie
- Iglésia de Salvador Mundi - moderní kostel Krista Spasitele světa
- Kamenný most v místní části La Manga del Mar Menor
- Park Salinas y Arenales - v místní částiLa Manga del Mar Menor; uzavřená mořská laguna s bahnem; léčivé bahenní lázně, jedno z nejkvětších evropských center talasoterapie: bahno s koncentrovanou mořskou solí se užívá k léčbě chronických bolestí při artritidě nebo revmatu.
- Banco Popular Español- moderní betonová stavba banky ve tvaru polštáře, z roku 1979
- Maják v místní části La Manga del Mar Menor

## Slavnosti
- Svátek svatého Františka Xaverského, patrona města; s oslavou je spojen jazzový festival.
- Církevní svátky: sv. Jakuba apoštola a sv. Isidora rolníka
- Santiago de la Ribera pořádá každoroční karneval.